# Septembre 1649

## Naissances
6 septembre
- Louise Renée de Penancoët de Keroual (morte le 14 novembre 1734), duchesse de Portsmouth et d'Aubigny

10 septembre
- Abbé de Vallemont, physicien, numismate et littérateur français
- Bernard Ier de Saxe-Meiningen (mort le 27 avril 1706), premier duc de Saxe-Meiningen

12 septembre
- Giuseppe Maria Tomasi (mort le 1er janvier 1713), religieux et théologien italien

15 septembre
- Titus Oates (mort le 12 ou 13 juillet 1705), célèbre parjure du XVIIe siècle

26 septembre
- Katharina Lescailje (morte le 8 juin 1711), poétesse néerlandaise

## Décès
6 septembre
- Robert Dudley (né le 7 août 1574), marin anglais

10 septembre
- Pèire Godolin (né en 1580), poète occitan
- Melchior Mitte de Chevrières (né le 19 septembre 1586), général français

15 septembre
- Francesco Gessi (né le 20 janvier 1588), peintre italien baroque

21 septembre
- Charles Mellin (né vers 1597), peintre français

27 septembre
- Bellerofonte Castaldi (né vers 1581), compositeur baroque, poète, luthiste

## Évènements
2 septembre
- Fin de la Guerre de Castro qui voit la destruction de la ville

4 septembre
- Charles Houël rachète la Compagnie des îles d'Amérique

11 septembre
- Siège de Drogheda de 1649